# Maximus Festival
Maximus Festival foi um festival de heavy metal e hard rock que ocorreu no Brasil e na Argentina, tendo suas primeiras edições ocorrido dia 7 de setembro de 2016 em São Paulo e 10 de setembro de 2016 em Buenos Aires. Ao contrário do Monsters Of Rock, o Maximus era um festival voltado principalmente para bandas modernas e novas vertentes do Rock e Metal.
Recebeu em sua primeira edição nomes como Halestorm, Hellyeah, Marilyn Manson e Rammstein.

## História
O Maximus Festival foi criado em 2016 pela Move Concerts com o intuito de ter um festival como Wacken e Hellfest ocorrendo na América do Sul.
Sua primeira edição ocorreu no dia 7 de setembro de 2016 no Autódromo de Interlagos em São Paulo, Dia que contou com a presença de 25.000 fãs, 11 bandas e 12 horas de shows sem pausa. O festival contava com três palcos, sendo dois principais chamados Palco Rockatansky e Palco Maximus onde se apresentaram nomes como Halestorm, Bullet for My Valentine, Marilyn Manson, Hellyeah e Rammstein, além do palco Thunder Dome, exclusivo para bandas nacionais como Far From Alaska e Project46.
A segunda edição do festival foi realizada em maio de 2017, e contou com nomes como Linkin Park, Ghost, Slayer e Five Finger Death Punch.